# Långnäbbshöna
Långnäbbshöna (Rhizothera longirostris) är en fågel i familjen fasanfåglar inom ordningen hönsfåglar. Den förekommer i Sydostasien. IUCN kategoriserar den som nära hotad.

## Utseende
Långnäbbshönan är en medelstor (37 cm) rapphöneliknande hönsfågel med en ovanligt kraftig och lång, nedåtböjd näbb. Fjäderdräkten är rostfärgad i ansiktet, på buken och på flankerna. Hanen uppvisar ett varierande grått band över nacken och övre delen av bröstet. Den har även vitaktiga fläckar i vingen. Honan är helt rostfärgad under. Dulithönan, tidigare behandlad som en underart, är vit på buken och saknar det vita i vingen.

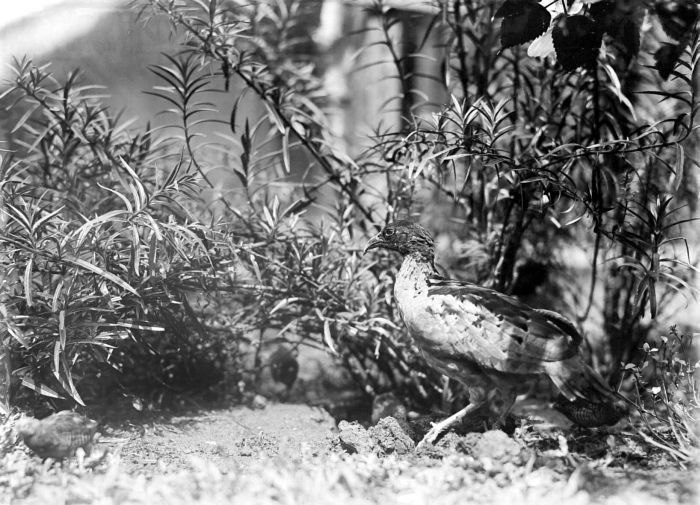

## Utbredning och systematik
Långnäbbshöna förekommer från Myanmar, Malackahalvön och södra Thailand till Sumatra och Borneo. Tidigare behandlades dulithönan (R. dulitensis) som underart till långnäbbshönan. Den behandlas som monotypisk, det vill säga att den inte delas in i några underarter. Genetiska studier visar att långsnäbbshöna och dulithöna (Rhizothera) utgör en systergrupp till rapphöns (Perdix) och äkta fasaner i Syrmaticus, Chrysolophus, Phasianus, Catreus, Crossoptilon och Lophura.

## Levnadssätt
Långnäbbshönan hittas i skogar i låglänta områden och förberg. Den är generellt ovanlig och förekommer fläckvist. Fågeln är tillbakadragen och födosöker tystlåtet på marken. Endast sällsynt ses den i det öppna.

## Status
Artens bestånd tros påverkas negativt av skogsavverkning och jakt, så pass att internationella naturvårdsunionen IUCN kategoriserar den som nära hotad.

## Namn
På svenska har arten tidigare kallats långnäbbad skogshöna, men namnet har justerats eftersom den inte är nära släkt med skogshöns som järpe, orre och tjäder.